# 映像列島・Jコレクション
『映像列島・Jコレクション』（えいぞうれっとう・ジェイコレクション）は、JNN（TBS系列）に属する系列局数社がそれぞれ各地で制作し放送したローカルドキュメンタリーを紹介している番組（企画ネット番組）である。

## 番組概要
現在、JNN（TBS系列）に属する系列社のうち、静岡放送、信越放送、北陸放送、RSK山陽放送、南日本放送がそれぞれ過去に制作し放送したローカルドキュメンタリー番組を一部再構成・再編集して放送している番組で、放送もこの5社に限られている。なお、先述の5社が同じ内容を放送する訳ではなく、基本的には自社以外の系列局が制作した番組を各局が独自に選定し放送しているが、自社制作番組を同枠で再放送する場合もある。
また、例外として先述5社以外のJNN系列局が制作した番組を同枠内で放送するケースや、本番組のタイトルを用いた単発番組としてJNN系列局制作の番組を放送するケースもある。後者の一例としてはチューリップテレビでの例がある。
なお、2021年2月時点で信越放送、2024年2月時点で静岡放送および南日本放送において、それぞれ不定期放送扱いで放送が継続されており、信越放送では2021年2月14日（15日未明）にテレビ山梨制作の「UTY報道スペシャル 新たな明日へ～コロナにゆれる日本～」、静岡放送と南日本放送では2024年2月25日（26日未明）に静岡放送制作の「静岡発そこ知り しずおかラーメン最前線」（2023年11月22日放送分。静岡放送では再放送扱い）が放送予定。

## 放送日時

### ネット局（静岡放送、信越放送、南日本放送以外は2008年時点）
| 放送局名                           | 放送時間                    | 備考       |
| ---------------------------------- | --------------------------- | ---------- |
| 静岡放送（SBS・静岡県）            | 日曜日 25時50分（月曜未明） | 不定期放送 |
| 信越放送（SBC・長野県）            | 日曜日 25時20分（月曜未明） | 不定期放送 |
| 北陸放送（MRO・石川県）            | 金曜日 25時45分（土曜未明） | [ 9 ]      |
| RSK山陽放送（RSK・岡山県、香川県） | 土曜日 26時15分（日曜未明） |            |
| 南日本放送（MBC・鹿児島県）        | 日曜日 24時50分（月曜未明） | 不定期放送 |

### 過去のネット局
| 放送局名                        | 放送時間                    |
| ------------------------------- | --------------------------- |
| 山陰放送（BSS・鳥取県、島根県） | 日曜日 25時50分（月曜未明） |

この番組の放送スケジュールは、基本的にTBSテレビ制作の『ドキュメンタリー「解放区」』が基本月2回放送ということもあり、両番組とも同じ時間枠に設定した上で、『解放区』との交互放送（『解放区』の放送がない週にJコレを編成する）としている局もある。